# لوسيان مارينسكو
لوسيان مارينسكو (بالرومانية: Lucian Marinescu)‏ مواليد 24 يونيو 1972 في بوخارست، هو لاعب كرة قدم روماني سابق كان يلعب كلاعب وسط. سبق له أن لعب في كأس العالم لكرة القدم مع منتخب بلاده.

## المسيرة الاحترافية

### أندية لعب لها
- نادي أوتيلول ريشيتا
- رابيد بوخارست
- نادي سالامانكا
- نادي أكاديميكا كويمبرا

## روابط خارجية
- لوسيان مارينسكو على موقع الاتحاد الدولي (مؤرشف)  (الإنجليزية)
- لوسيان مارينسكو على موقع قاعدة بيانات كرة القدم.إي يو (الإنجليزية)
- لوسيان مارينسكو على موقع ناشيونال فوتبول تيمز (الإنجليزية)
- لوسيان مارينسكو على موقع عالم كرة القدم.نت (الإنجليزية)